# Penta-di-Casinca
Penta-di-Casinca är en kommun i departementet Haute-Corse på ön Korsika i Frankrike. Kommunen ligger i kantonen Vescovato som tillhör arrondissementet Corte. År 2022 hade Penta-di-Casinca 3 523 invånare.

## Befolkningsutveckling
Antalet invånare i kommunen Penta-di-Casinca
Referens:INSEE